# Edward Maliszewski (1875–1928)

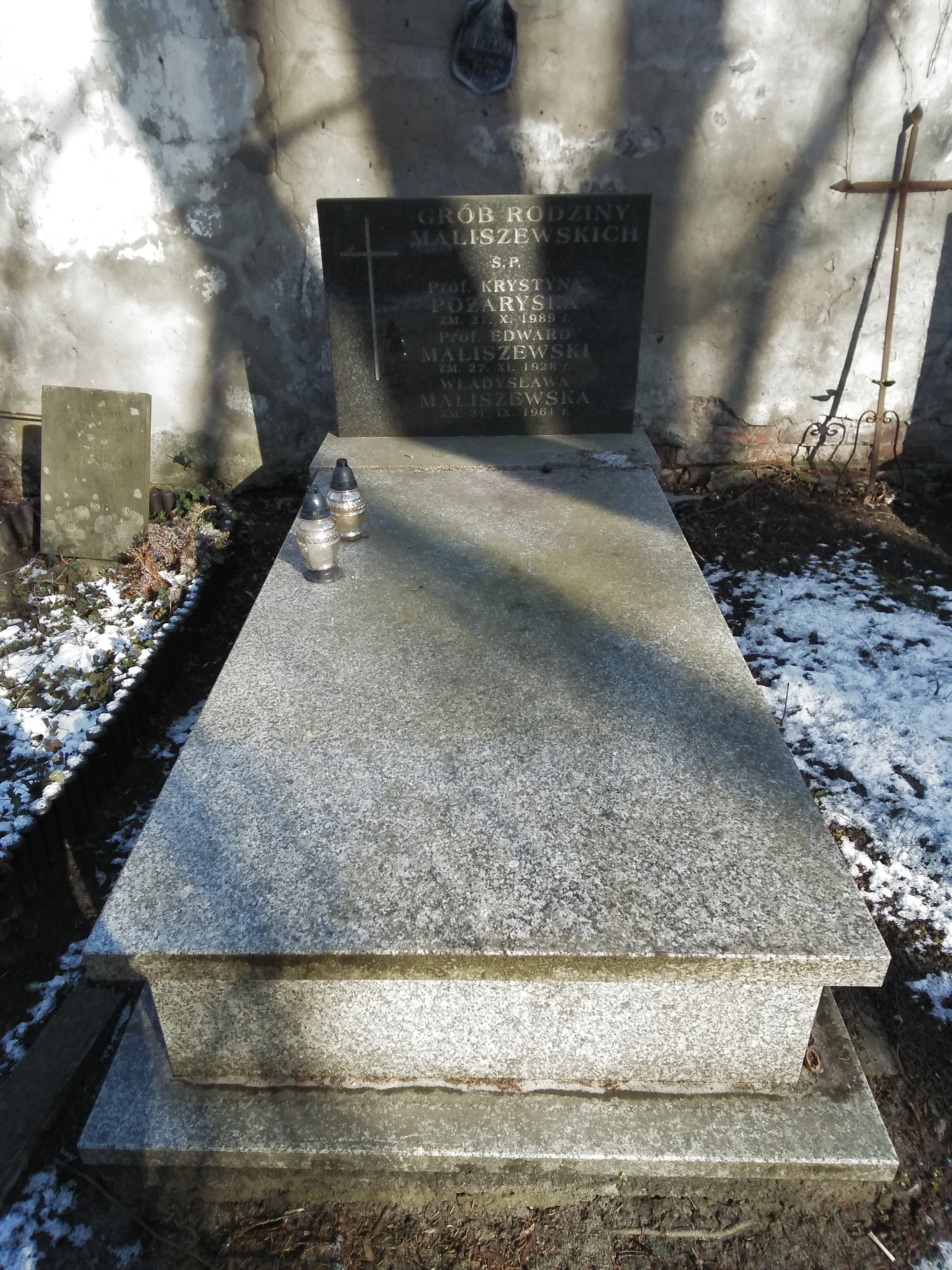
Grób Edwarda Maliszewskiego i Krystyny Pożarskiej

Edward Wacław Maliszewski (ur. 28 kwietnia 1875 w Warszawie, zm. 24 listopada 1928 tamże) – polski bibliograf, historyk, etnograf, dziennikarz, badacz stosunków narodowościowych w Polsce.

## Życiorys
Był synem Kajetana Maliszewskiego urzędnika Towarzystwa Kredytowego Ziemskiego, powstańca styczniowego. Po śmierci brata ze względów finansowych został zmuszony do przerwania nauki w gimnazjum, chorując na płuca przebywał w Zakopanem, gdzie uzupełniał naukę we własnym zakresie. Zainicjował powstanie pierwszej czytelni publicznej w Zakopanem. Po powrocie do Warszawy zaangażował się w działalność Ligi Narodowej oraz podjął pracę dziennikarza w „Gazecie Polskiej”, od 1902 był korespondentem „Gońca Warszawskiego”. W wolnym czasie podróżował po ziemiach polskich, a następnie opracowywał materiały etnograficzne, które publikował w „Gazecie Polskiej”, „Gońcu Warszawskim”, „Ziemi”, „Sterze”, „Przełomie”, „Wiarusie”, „Kurierze Polskim”, „Polsce Zbrojnej”, „Gazecie Lwowskiej”, „Głosie Prawdy”. Równolegle od czasu pobytu w sanatorium rozpoczął prace dotyczącą spisywania wspomnień uczestników powstania styczniowego, udało mu się zebrać ponad tysiąc relacji.
Spoczywa na cmentarzu Powązkowskim w Warszawie (kw. PPRK, rząd 1, grób 128)

## Twórczość
- Mapa etnograficzna Europy;
- Wschodnie granice Polski;
- Nad Styrem;
- Polacy i polskość na Litwie i Rusi;
- Podręczny słownik geograficzny : ze szczególnym uwzględnieniem Polski jej spraw i interesów. T. 2, M-Ż;
- Zwięzły opis województwa pomorskiego;
- Z życia;
- Zachodnie dzielnice Polski;
- Bibljografja pamiętników polskich i Polski dotyczących: (druki i rękopisy);
- Polacy i Polskość na Litwie i Rusi;
- Rok 1863 na Kresach Mohilewskich.